# Bretagne (Indre)
Bretagne és un municipi francès, situat al departament de l'Indre i a la regió de Centre – Vall del Loira. L'any 2007 tenia 100 habitants.

## Demografia

### Població
El 2007 la població de fet de Bretagne era de 100 persones. Hi havia 36 famílies, de les quals 9 eren unipersonals (9 dones vivint soles i 9 dones vivint soles), 12 parelles sense fills i 15 parelles amb fills.
La població ha evolucionat segons el següent gràfic:
Habitants censats

### Habitatges
El 2007 hi havia 57 habitatges, 36 eren l'habitatge principal de la família, 13 eren segones residències i 8 estaven desocupats. Tots els 57 habitatges eren cases. Dels 36 habitatges principals, 29 estaven ocupats pels seus propietaris, 5 estaven llogats i ocupats pels llogaters i 2 estaven cedits a títol gratuït; 6 tenien tres cambres, 10 en tenien quatre i 20 en tenien cinc o més. 22 habitatges disposaven pel capbaix d'una plaça de pàrquing. A 12 habitatges hi havia un automòbil i a 21 n'hi havia dos o més.

### Piràmide de població
La piràmide de població per edats i sexe el 2009 era:
| Homes | Edats   | Dones |
| ----- | ------- | ----- |
| 0     | 95 o +  | 0     |
| 0     | 90 a 94 | 0     |
| 4     | 85 a 89 | 0     |
| 0     | 80 a 84 | 0     |
| 0     | 75 a 79 | 0     |
| 0     | 70 a 74 | 8     |
| 4     | 65 a 69 | 8     |
| 8     | 60 a 64 | 4     |
| 4     | 55 a 59 | 0     |
| 0     | 50 a 54 | 4     |
| 0     | 45 a 49 | 0     |
| 0     | 40 a 44 | 0     |
| 4     | 35 a 39 | 0     |
| 4     | 30 a 34 | 4     |
| 8     | 25 a 29 | 4     |
| 0     | 20 a 24 | 0     |
| 0     | 15 a 19 | 0     |
| 0     | 10 a 14 | 0     |
| 8     | 5 a 9   | 4     |
| 4     | 0 a 4   | 0     |

## Economia
El 2007 la població en edat de treballar era de 58 persones, 46 eren actives i 12 eren inactives. De les 46 persones actives 39 estaven ocupades (22 homes i 17 dones) i 7 estaven aturades (4 homes i 3 dones). De les 12 persones inactives 2 estaven jubilades, 6 estaven estudiant i 4 estaven classificades com a «altres inactius».
Activitats econòmiques
Els 2 establiments que hi havia el 2007 eren d'empreses de comerç i reparació d'automòbils.
L'any 2000 a Bretagne hi havia 15 explotacions agrícoles que ocupaven un total de 890 hectàrees.

## Poblacions més properes
El següent diagrama mostra les poblacions més properes.